# Juarros de Riomoros
Juarros de Riomoros er en by og kommune i det centrale Spanien i provinsen Segovia. Den har et indbyggertal på 45 (2024) indbyggere.